# لورانس راسيل ديوي
لورانس راسيل ديوي (بالإنجليزية: Lawrence Russell Dewey)‏ هو عسكري أمريكي، ولد في 19 مايو 1901 في دي موين في الولايات المتحدة، وتوفي في 18 ديسمبر 1994 في واشنطن العاصمة في الولايات المتحدة.